# 特洛伊·麦克莱恩
特洛伊·麦克莱恩（英語：Troy McLean，1979年7月30日—），新西兰男子篮球运动员，场上位置是得分后卫。他曾代表新西兰国家队参加2006年英联邦运动会篮球比赛，获得一枚银牌。